# دوري كرة القدم الإنجليزي 1931–32
دوري كرة القدم الإنجليزي 1931–32 هو موسم من دوري كرة القدم الإنجليزي. أقيم خلال الفترة 29 أغسطس 1931 وحتى 7 مايو 1932، وفاز فيه نادي إيفرتون.